# サンディー・リチャーズ
アレキサンドラ・"サンディー"・リチャーズ (Alexandra "Sandie" Richards、1968年11月6日- )は、ジャマイカの陸上競技選手。1988年ソウルオリンピックから5大会連続オリンピックに出場。2000年シドニーオリンピックの銀メダリストである。

## 経歴
リチャーズは、1986年の第1回世界ジュニア陸上選手権に出場し、女子400mで3位に入賞。翌年のユニバーシアードの400mでも3位という結果を残す。さらに翌年のソウルオリンピックでオリンピック初出場を果たしている。
2000年シドニーオリンピックでは、4×400mリレーに、キャサリン・スコット、デオン・ヘミングス、ロレイン・グラハムとともにジャマイカチームの一員として出場。アメリカに次いで銀メダルを獲得。4回目のオリンピックで初めてのメダルを獲得した。
2001年にはエドモントンの世界選手権の4×400mリレーで金メダルを獲得。世界選手権のこの種目でジャマイカがはじめて獲得した金メダルとなった。
さらに、2004年アテネオリンピックでも、5大会連続となる4×400mリレーに出場。ミッチェル・バーガー、ナディア・デイビー、ノブレーン・ウィリアムズとともに出場。アメリカ、ロシアに次いで3位となり、2大会連続のメダルを獲得した。

## 自己ベスト
- 400m - 49秒79 (1997年)

## 主な実績
| 年   | 大会                     | 場所                               | 種目         | 結果 | 記録      |
| ---- | ------------------------ | ---------------------------------- | ------------ | ---- | --------- |
| 1986 | 世界ジュニア陸上選手権   | アテネ(ギリシャ)                   | 400m         | 3位  | 52秒23    |
| 1987 | ユニバーシアード         | ザグレブ(ユーゴスラビア)           | 400m         | 3位  | 51秒42    |
| 1987 | パンアメリカンゲームズ   | インディアナポリス(アメリカ合衆国) | 4×400mリレー | 3位  | 3分29秒50 |
| 1987 | 世界陸上選手権           | ローマ(イタリア)                   | 4×400mリレー | 6位  | 3分27秒51 |
| 1988 | オリンピック             | ソウル(韓国)                       | 4×400mリレー | 5位  | 3分23秒13 |
| 1991 | パンアメリカンゲームズ   | ハバナ(キューバ)                   | 4×400mリレー | 3位  | 3分28秒33 |
| 1992 | オリンピック             | バルセロナ(スペイン)               | 400m         | 7位  | 50秒19    |
| 1992 | オリンピック             | バルセロナ(スペイン)               | 4×400mリレー | 5位  | 3分25秒68 |
| 1993 | 世界室内陸上選手権       | トロント(カナダ)                   | 400m         | 1位  | 50秒93    |
| 1993 | 世界室内陸上選手権       | トロント(カナダ)                   | 4×400mリレー | 1位  | 3分32秒32 |
| 1993 | 世界陸上選手権           | シュトゥットガルト(ドイツ)         | 400m         | 3位  | 50秒44    |
| 1993 | 世界陸上選手権           | シュトゥットガルト(ドイツ)         | 4×400mリレー | 4位  | 3分23秒83 |
| 1994 | コモンウェルスゲームズ   | ビクトリア(カナダ)                 | 400m         | 3位  | 50秒69    |
| 1994 | コモンウェルスゲームズ   | ビクトリア(カナダ)                 | 4×400mリレー | 2位  | 3分27秒63 |
| 1995 | 世界室内陸上選手権       | バルセロナ(スペイン)               | 400m         | 2位  | 51秒38    |
| 1995 | 世界陸上選手権           | イェーテボリ(スウェーデン)         | 400m         | 8位  | 51秒13    |
| 1995 | 世界陸上選手権           | イェーテボリ(スウェーデン)         | 4×400mリレー | -    | DQ        |
| 1996 | オリンピック             | アトランタ(アメリカ合衆国)         | 400m         | 7位  | 50秒45    |
| 1996 | オリンピック             | アトランタ(アメリカ合衆国)         | 4×400mリレー | 4位  | 3分21秒69 |
| 1997 | 世界室内陸上選手権       | パリ(フランス)                     | 400m         | 2位  | 51秒17    |
| 1997 | 世界陸上選手権           | アテネ(ギリシャ)                   | 400m         | 2位  | 49秒79    |
| 1997 | 世界陸上選手権           | アテネ(ギリシャ)                   | 4×400mリレー | 3位  | 3分21秒30 |
| 1998 | コモンウェルスゲームズ   | クアラルンプール(マレーシア)       | 400m         | 1位  | 50秒17    |
| 1998 | IAAFグランプリファイナル | モスクワ(ロシア)                   | 400m         | 3位  | 50秒44    |
| 1998 | IAAFワールドカップ       | ヨハネスブルグ(南アフリカ共和国)   | 400m         | 3位  | 50秒33    |
| 2000 | オリンピック             | シドニー(オーストラリア)           | 4×400mリレー | 2位  | 3分23秒25 |
| 2001 | 世界室内陸上選手権       | リスボン(ポルトガル)               | 400m         | 1位  | 51秒04    |
| 2001 | 世界室内陸上選手権       | リスボン(ポルトガル)               | 4×400mリレー | 2位  | 3分30秒79 |
| 2001 | 世界陸上選手権           | エドモントン(カナダ)               | 4×400mリレー | 1位  | 3分20秒65 |
| 2002 | コモンウェルスゲームズ   | マンチェスター(イギリス)           | 400m         | 3位  | 51秒79    |
| 2003 | 世界室内陸上選手権       | バーミンガム(イギリス)             | 4×400mリレー | 2位  | 3分31秒23 |
| 2003 | 世界陸上選手権           | パリ(フランス)                     | 4×400mリレー | 3位  | 3分22秒92 |
| 2004 | オリンピック             | アテネ(ギリシャ)                   | 4×400mリレー | 3位  | 3分22秒00 |